# Nichiren
 (juillet 2020).
Nichiren Daishōnin (日蓮大聖人), Nichiren Shōnin (日蓮聖人) ou simplement, Nichiren est un moine bouddhiste japonais de l’époque de Kamakura au XIIIe siècle (né le 16 février 1222, mort le 13 octobre 1282). 
Il est le fondateur d'une école du bouddhisme mahayana, la Nichiren Shū (1253, initialement appelée Hokke-shū (法華宗, litt. : École du Lotus), et du bouddhisme nichirenien. D'autres écoles se réclament des enseignements de Nichiren, les huit branches « historiques », comme la Nichiren Shōshū (fondé par un disciple du moine). Leurs pratiquants se concentrent essentiellement sur le Sūtra du Lotus à la lumière des Écrits de Nichiren, et des commentaires rédigés par leurs maitres bouddhiques. C'est aussi le cas d'organisations néo-bouddhiques comme la Soka Gakkai, une branche laïque créée dans les années 1930, mais excommuniée du courant en 1991.
Le nom de naissance de Nichiren était Zen-nichi-maro (善日麿). Intégrant l'école Tendai à l'âge de 11 ans, on le nomma Yaku-o-maro. Plus tard, quand il prononça ses vœux et passa dans les ordres, il fut nommé Zeshō-bō Renchō (是生房蓮長). Enfin, il prit le nom de Nichiren le jour où il créa sa propre école. Nichiren signifie littéralement Soleil-Lotus (日蓮) (Nichi, “Soleil”, et ren, contraction du mot renge “lotus”).
Nichiren fut en son temps un personnage controversé qui a échappé plusieurs fois à la mort au motif qu'il était virulent envers les autres écoles bouddhiques (en particulier Jōdo shū ou Nembutsu, Zen, Shingon et Ritsu), allant jusqu'à prêcher leur abolition. Il s'est ainsi attiré une forte hostilité des autorités politiques et religieuses. Il disait, en résumé, que : le Nembutsu conduit dans l'enfer Avīci, le Zen est l'œuvre du démon, le Shingon détruit la Nation et le Ritsu est traître.
Se considérant comme l'incarnation du bodhisattva Vishishtacaritra (en) (Jōgyō en japonais),,, il en assume la mission et enseigne la récitation du titre (daimoku) du Sûtra du Lotus sous la forme du mantra Nam(u)-myōhō-renge-kyō, avec la conviction que c'est le seul enseignement, facile à mettre en pratique et identique pour les quatre sortes de croyants (hommes et femmes, laïques et religieux), qui puisse conduire les êtres vivants à la bouddhéité en cette vie à l'époque de Mappō,.

## Biographie

### Enfance et années d'études

#### Enfance et éducation dans un contexte de catastrophes pour la population

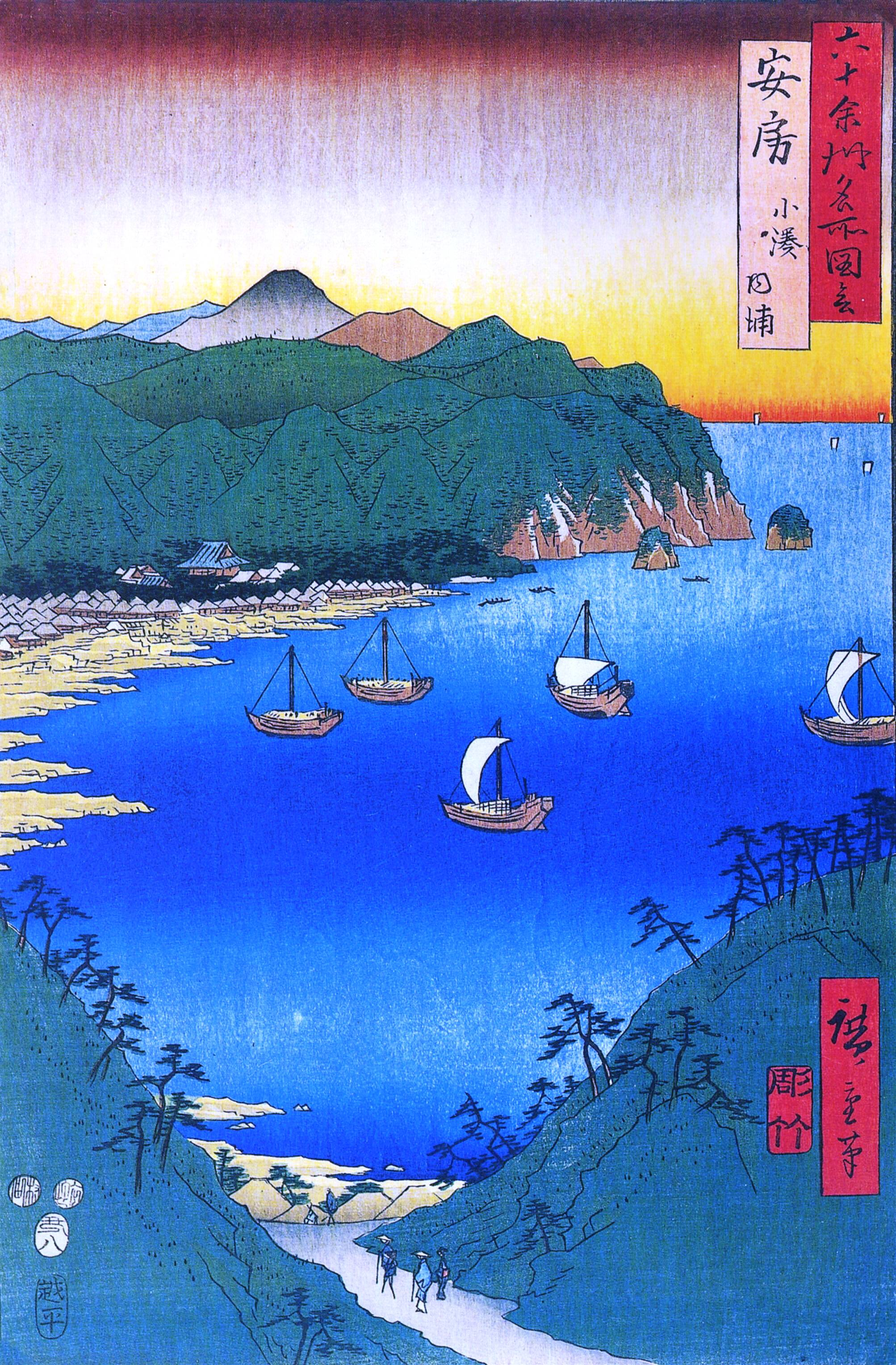
Ukiyo-e montrant la baie d'Awa pendant la période Edo, par Hiroshige.

Nichiren est né le 16 février 1222 à Kominato, un hameau de pêcheurs de la côte Pacifique faisant partie du village de Tojo, situé dans la province japonaise d'Awa (dans l’actuelle préfecture de Chiba). Ce site est classé parmi les “Quatre Lieux Sacrés du bouddhisme de Nichiren”. Sa naissance a lieu cinq mois avant un grand tremblement de terre à Kamakura, nouvelle capitale du Japon où s’est installé le gouvernement et les dirigeants politiques du pays, les shoguns ayant pris le dessus sur l’empereur (Mikado).
Le nom d'enfant de Nichiren était Zennichi-maro.
Son père, Nukina Jiro Shigetada, connu aussi sous le nom de Mikuni no Tayu Shigetada, († 1258, année d'un été glacial et de la grande famine planétaire que Nichiren et l’Azuma kagami décrivent comme celle qui suivit l'exceptionnelle éruption du Samalas en 1257), aurait été un petit fonctionnaire travaillant pour un manoir voisin du village. Sa mère, quant à elle, s'appelait Umegiku-nyo († 1267). On sait peu de choses sur les parents de Nichiren. Il affirma en 1272 être « le fils d'un humble pêcheur », « fils d’une famille de chandâla qui vivait sur le littoral, à Tōjō, dans la province d’Awa, un coin reculé à l’est du Japon. »
Au printemps 1233, il entre au Seichō-ji (清水寺). Il reçoit le nom de Yaku-o-maro ; sous la direction du supérieur, Dōzen-bō, il bénéficie d’une instruction habituellement réservée aux jeunes de l’aristocratie japonaise, étudiant aussi bien les principes du bouddhisme Tendai qu’un enseignement général. Il devient moine en 1237 et prend le nom de Zeshō-bō Renchō (是生房蓮長) où Renchō signifie “croissance du lotus”.
Dans sa “Lettre aux moines du Seichō-ji” écrite en 1276, il déclare avoir prié devant la statue de Kokūzō Bosatsu, proche de chez lui, pour devenir l’homme le plus sage du Japon et avoir obtenu un « joyau de sagesse » lui permettant de comprendre l’essence de chaque sūtra.
Au printemps 1239, il part pour Kamakura afin d’approfondir ses connaissances dans les principaux centres bouddhiques. Il se donne pour mission d’étudier les textes de référence et leurs commentaires de toutes les écoles.
Deux tremblements de terre frappent la population de Kamakura en février et avril 1241.
Au printemps 1242, il revient au Seichō-ji puis part pour Enryaku-ji, sur le mont Hiei où il poursuit ses études tandis qu’en juin Hōjō Tsunetoki devient le quatrième régent après le décès de son grand-père qui avait organisé la mainmise du clan sur la régence.
Il revient au Enryaku-ji en 1249. En mars 1249, des incendies ravagent la ville de Kyōto, puis la ville de Kamakura en février 1251 et en février 1252 lors de ses études au Onjō-ji. Il revient au Seichō-ji en 1253 tandis qu’en février tempête et tremblement de terre frappent à nouveau Kamakura.
Il ne peut que constater, après une nouvelle série de catastrophes qui sévirent de 1257 à 1259, tremblement de terre, tempête, famine, épidémie s’étendant sur deux années, que « plus de la moitié de la population avait succombé. »

#### Éducation Tendai
Lors de son entrée au temple, Nichiren pria le bodhisattva Kokûzô, le bodhisattva de la vacuité une divinité de l'ésotérisme japonais afin de découvrir la véritable intention des enseignements du bouddha historique, Shākyamuni.
Nichiren voulait comprendre la raison pour laquelle le peuple, qui avait placé toute sa confiance dans le Nembutsu, continuait à souffrir et subissait des morts terribles et douloureuses. Nichiren voulait aussi comprendre pourquoi l'Empereur japonais avait été vaincu par le shogun en 1221 alors que la divinité Hachiman avait fait la promesse de soutenir la famille impériale jusqu'au centième empereur.
Enfin, Nichiren voulait savoir quelle école bouddhique suivait les véritables enseignements du bouddha Shakyamuni.
À l'âge de 15 ans, il fut ordonné prêtre par son maître Dozen-bō, pour lequel Nichiren a toujours ressenti un devoir de reconnaissance. Nichiren reçut alors le nom de Zeshō-bō Renchō. L'année suivante, en 1239, il partit pour Kamakura, la capitale du shogunat, pour continuer et approfondir ses études. Trois ans plus tard, il revint brièvement au Seichō-ji avant de repartir pour les grands centres d’étude de son époque. Nichiren resta à Kamakura jusqu'en 1242.
Pendant ses années d'études, Nichiren voyagea ponctuellement à travers le Japon, visitant les grands temples et monastères de son époque, les temples Onjo-ji, Kongōbu-ji, Shitennō-ji, etc. cherchant à pousser toujours plus loin sa formation. Dans ces lieux, il fit l'expérience directe de toutes les formes du bouddhisme pratiqué au Japon, y compris la dévotion de l'école Jōdo shū, école bouddhique dominante à l'époque de Nichiren ; le Shingon ésotérique ; la méditation de l'école Zen ; et la stricte discipline du Kairitsu. Il étudia aussi les divers textes bouddhiques (sutras) de ces temples pour voir par lui-même ce que le bouddha historique, Shākyamuni, avait réellement enseigné.
Nichiren séjourna, ensuite, au temple Enryaku-ji, fondée par le grand maître Tendai Saichō et situé au mont Hiei. Il resta dans ce temple de 1242 à 1253, soit jusqu'à ses 31 ans. Après plusieurs années d'études, Nichiren arriva à la conclusion que le Sūtra du Lotus était le sommet des enseignements du Bouddha dans lequel celui-ci exposait clairement la Loi bouddhique (Dharma) ou « Vérité ultime » du bouddhisme.
Nichiren, éduqué sous une influence Tendai, analysa puis reprit l'idée de Zhiyi, 3e grand patriarche de cette même école, selon laquelle les huit dernières années de la vie du bouddha Shākyamuni, où il enseigna le Sūtra du Lotus, étaient les plus importantes car le Bouddha y exposait son Éveil spontanément et non plus en réponse à la question d’un disciple.

### Fondations du bouddhisme de Nichiren

#### Sho Tempōrin de Nichiren
À l'âge de 31 ans, Nichiren revient au Seichō-ji. Au matin du 28 avril 1253, face au soleil levant, ayant escaladé le Mont Kiyosumi, dans la province d'Awa (actuel département de Chiba), il récite ce qui est, selon lui, la Loi bouddhique pour l’époque de la Fin de la Loi de Shakyamuni :Nam Myōhō Renge Kyō,. Cet événement est considéré comme le début de sa mission de propagation. Il prend à cet instant le nom par lequel il est connu de nos jours, Nichiren, qui signifie Soleil-Lotus, en référence à la lumière du soleil qui dissipe l'obscurité et à la pureté de la fleur du lotus contenant simultanément la graine, la fleur et le fruit (cause et conséquence) et qui pousse dans des marécages sans que la pourriture environnante (eau boueuse) ne la salisse. Ces images se trouvent en évidence dans le Sūtra du Lotus et sont les qualités que Nichiren souhaite incarner et partager avec les pratiquants.
À midi, le même jour, pour célébrer la fin de ses études, Nichiren tient son premier sermon devant son vieux Sensei Dozen-bō et ses condisciples. Ce discours choque l'auditoire par sa critique du bouddhisme populaire connu sous le nom de “Terre pure” et qui enseigne que la bouddhéité ne peut être atteinte qu'après la mort dans une “terre pure céleste”, grâce à la psalmodie répétitive du nom du bouddha Amida, communément appelée nembutsu.
À la place de cette pratique, Nichiren préconise la récitation mantrique de daimoku ou de l'Odaimoku du Sūtra du Lotus, c'est-à-dire la récitation de Nam(u) Myōhō Renge Kyō. Il enseigne cette pratique en tant que voie pratique et accessible par laquelle tous les êtres humains peuvent réaliser les “Vérités fondamentales” du bouddhisme. De même que le nom d'un pays inclut toutes ses caractéristiques, le titre du Sūtra du Lotus inclut tous les mérites et vertus du bouddha Shākyamuni exposés dans ce sūtra. Nichiren enseigne aussi que grâce à la récitation de ce daimoku, chaque personne peut recevoir directement la “Vérité ultime” du Sūtra du Lotus et atteindre la bouddhéité dès cette vie-ci. Ce sermon lui vaut immédiatement des protestations et des menaces de la part des autorités politiques et religieuses en place. Notamment, le seigneur local, Tojo Kagenobu, fervent disciple de la Terre pure, qualifie ce discours de blasphématoire et tente de le faire arrêter.
Ce discours inaugural du 28 avril 1253 est commémoré par les institutions qui se réclament de Nichiren.
Sentant que sa vie est en danger, Nichiren se réfugie à Kamakura, capitale du shogunat et se met à prêcher, à tout venant, à des personnes ordinaires : paysans, marchands, artisans, pêcheurs et même aux samouraïs de rang moyen. C'est ainsi que Nichiren se fait connaître comme Grand Maître (ou Grand Sage : le Daishonin) et réformateur du bouddhisme qui se consacre à sauver de la souffrance, les gens du commun. Nichiren leur offre l'essence même des enseignements les plus élevés du bouddhisme sous forme d'une pratique simple mais néanmoins profonde, la pratique de Daimoku comme “moyen habile” d'atteindre la bouddhéité. Nichiren met également en évidence les erreurs d'élitisme des écoles décadentes et des mouvements qui déforment, selon lui, le véritable esprit du Dharma bouddhique et demande la suppression des dons, crédits et subventions à ces écoles.

#### Sur l’établissement de l’enseignement correct pour la paix dans le pays (Risshō Ankoku ron)
De 1257 à 1259, le Japon a connu de nombreux désastres naturels : tremblements de terre, typhons, famine et peste. En réaction à tant de douleurs et souffrances qui affigent la population, Nichiren rédige un de ses écrits (gosho) les plus importants, le Risshō Ankoku Ron (立正安国論, litt. Sur l’établissement de l’enseignement correct pour la paix dans le pays) (ou “Traité sur la Paix dans le Pays grâce à l'Établissement du Vrai Dharma”), le 16 juillet 1260, dans lequel il enseigne que les gens doivent abandonner toute croyance dans des doctrines erronées et suivre la “Loi bouddhique correcte” qui convient à l’époque. Sur cette base, le peuple japonais pourrait établir une “terre pure” dès cette vie-ci.
Nichiren fait, dans un premier temps, une remontrance au gouvernement en demandant au shogunat de Kamakura de cesser de soutenir financièrement les écoles, sources de ses difficultés à propager sa doctrine : à l’époque de Kamakura, au Japon, toutes les institutions religieuses n'existaient qu'avec l'accord et/ou le patronage du gouvernement. Dans un second temps, il l'invite à plutôt soutenir l’enseignement réellement conforme à l’époque. (Nichiren n'était pas le premier à agir de la sorte, cela faisait partie d'une longue tradition en Asie de l'Est, Confucius notamment tenta de réformer le gouvernement de son époque).
Étayant ses propos par les prophéties faites dans plusieurs sūtra du bouddha Shākyamuni, Nichiren attribue l'apparition de ces catastrophes comme marquant le début de la nouvelle ère de Mappō et il préconise, pour enrayer ces phénomènes, l'établissement d'une “Loi correcte” valide pour cette époque : la dévotion au Sūtra du Lotus. De fait, le Sūtra de la Grande Collection fait référence aux trois calamités qui se produisent à la fin d’un kalpa (la guerre, les épidémies et la famine ou l’inflation provoquée par une pénurie de grains) et prédit comment le bouddhisme sera propagé durant les cinq périodes de cinq cents ans suivant la disparition de Shakyamuni.
“Sur l’établissement de l’enseignement correct pour la paix dans le pays” est rédigé sous la forme de questions-réponses échangées entre un hôte et un visiteur ; l’hôte est en réalité Nichiren et le visiteur Hōjō Tokiyori. Il y est prédit que les calamités de rébellion interne et d’invasion étrangère n’étant pas encore apparues, elles surviendront inévitablement si le pouvoir continue à refuser sa doctrine : faute d’accepter une forme correcte de bouddhisme à l'époque de Mappō, la population japonaise subirait encore davantage de désastres et de catastrophes.
Le 16 juillet 1260, Nichiren va présenter cet écrit à Hōjō Tokiyori, cinquième shikken (régent) du shogunat de Kamakura. Il y développe les raisons pour lesquelles le gouvernement devrait arrêter toute aide à l’école Jōdo fondée par Hōnen et soutenir au contraire ceux qui placent leur foi dans le Sūtra du Lotus. Il prévient le gouvernement que dans le cas contraire, le pays devra faire face à ces deux nouveaux désastres, la guerre civile et l’invasion étrangère. Toutefois si le pays se tourne vers le Sūtra du Lotus, la paix et la prospérité seront établies.
Nichiren n’a obtenu aucune réponse de la part du shogunat.
En définitive, ses prophéties de guerre civile et d'invasion étrangère vont se révéler justes quand Hōjō Tokisuke se révoltera contre son plus jeune demi-frère, le régent Hōjō Tokimune, en février 1272, et quand les Mongols de Kubilai Khan attaqueront le Japon par deux fois, en 1274 et 1281.

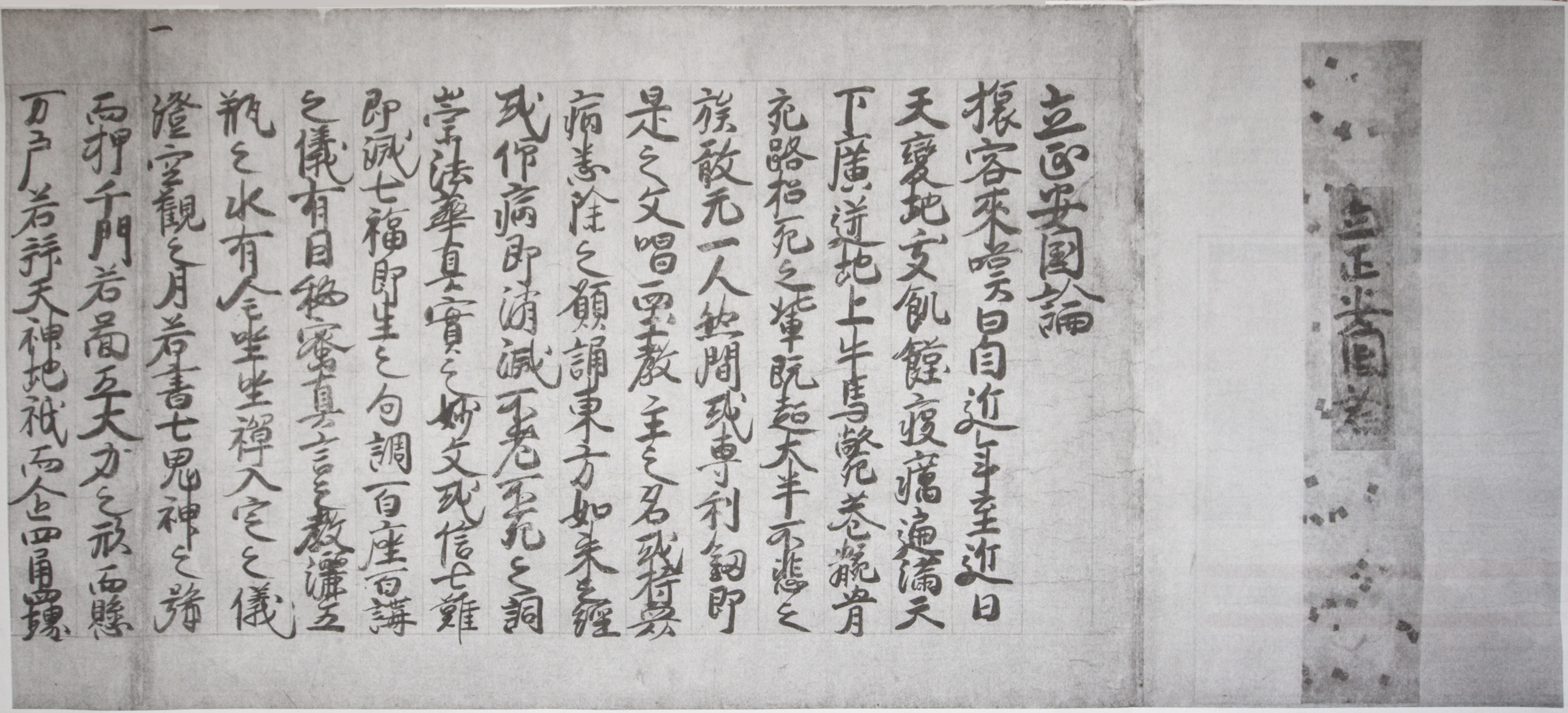
Extrait du Risshō Ankoku ron conservé au temple Hokekyō-ji (Japon)

S’agissant de cette remontrance faite au gouvernement, Nichiren se fonde sur le principe bouddhique que l’environnement reflète l’esprit et le cœur des gens qui y habitent : les conditions de vie d’une personne sont le reflet de sa vie intérieure, il en va de même pour une nation.
Il insiste donc sur la nécessité d’une foi positive dans la possibilité pour les personnes ordinaires d'atteindre l’illumination, la bouddhéité, dès cette vie-ci, de manière à transformer le monde actuel en “terre pure” selon ce qu'enseigne le Sūtra du Lotus.
Cette vision pouvait certainement sembler bien plus satisfaisante pour ses adeptes que celle des enseignements de l’école Jōdo shū de n’espérer le bonheur qu’après la mort.
Ainsi, “Sur l’établissement de l’enseignement correct pour la paix dans le pays” est une critique de la gestion shogunale des affaires religieuses et “sociales” : ce texte écrit en 1260 vise à une réelle réforme spirituelle en faveur du peuple japonais, pour que tous les gens du commun puissent surmonter leurs souffrances et partager avec le reste du monde l’enseignement et la pratique du Sutra du Lotus ; pourtant certains ont persisté à l’assimiler à un document nationaliste. Il n’en demeure pas moins que, même si Nichiren s’appuie sur le Sūtra du Nirvana,,, quelques extraits de ce Risshō Ankoku ron restent virulents envers les autres écoles bouddhiques. De manière générale, plusieurs spécialistes relèvent l'intolérance de Nichiren, sans précédent dans le bouddhisme ; elle serait une réaction aux critiques faites au Sutra du Lotus. Cherchant l’origine des catastrophes dans la calomnie de la Loi bouddhique, il critique particulièrement l’école Jōdo Shū et l’ouvrage de Hōnen (法然) intitulé Choix du Nembutsu par-dessus tout,, et met en cause les écoles Shingon, Zen, Tendai, Kegon, Sanron, Hossō, Jiron et Shōron. Certains l’accusent d’avoir prononcé ces mots : « Nembutsu, acte infernal ! [...] Zen, œuvre du Démon ! [...] Shingon, mort de la Nation ! [...] Kairitsu, trahison nationale ».
Toutefois Nichiren déclare : « Ma haine n’est dirigée que contre l’action qui consiste à calomnier la Loi. Selon les enseignements bouddhiques, avant Shakyamuni, les moines calomniateurs auraient encouru la peine de mort. Mais, depuis l’époque de Shakyamuni, Celui-Qui-Peut-Endurer, l’enseignement des sūtras interdit le don d’aumônes aux moines calomniateurs. Si aujourd’hui l’ensemble des quatre catégories de croyants à l’intérieur des quatre mers et des dix mille pays pouvait seulement cesser d’offrir des aumônes aux mauvais moines pour au contraire se rallier aux bons, alors comment pourrions-nous être tourmentés par de nouveaux troubles ou assaillis par les désastres ? »
Cinq ans plus tard, en 1265, Nichiren exposera ses points de désaccord fondamentaux dans “Conversation entre un sage et un ignorant”.
Nichiren s’expliquera sur ses prédictions et les motivations de ses remontrances aux autorités politiques et religieuses : « si notre pays devait être détruit, cela signifierait certainement aussi la destruction de l’enseignement du Bouddha », lettre envoyée en octobre en 1268 à onze responsables politiques et religieux de haut rang, notamment le régent Hōjō Tokimune, le moine Zen Dōryu du Kenchō-ji, et le moine restaurateur de l’école Ritsu, Ryōkan, en déclarant que les prédictions de son traité étaient en train de s’accomplir et en demandant le droit de démontrer la validité de ses enseignements dans un débat religieux public. Il n’obtint de nouveau aucune réponse. D’autre part, il complétera ses motivations en 1279 en exposant les réactions suscitées juste après puis beaucoup plus tard par les moines du Nembutsu, les maîtres du Shingon et d’autres encore qui éprouvèrent du ressentiment à son égard et conspirèrent contre sa vie.

### Oppression et répression

#### Quatre grandes persécutions

##### Persécution de Matsubagayatsu
Les efforts de Nichiren pour promouvoir les réformes shogunales étaient non seulement ignorés mais provoquaient la colère des autorités bouddhistes et du gouvernement qui n'appréciait pas que l'on critique ses règles. La nuit du 27 août 1260, la maison de Nichiren située à Matsubagayatsu, quartier de Kamakura subit un incendie. Cette attaque fut perpétrée par des croyants du Nembutsu, à la suite des critiques formulées par Nichiren sur l'école de la Terre pure dans son écrit “Sur l’établissement de l’enseignement correct pour la paix dans le pays”.
Nichiren, prévenu à temps, pu fuir dans les collines lors de cette attaque. Il se réfugia chez Toki Jonin, un de ses disciples, plus tard connu sous le nom de Nichijo, dans la province de Shimōsa. Nichiren resta plusieurs mois hors de Kamakura, continuant toujours à enseigner le Sūtra du Lotus à ses disciples. Il y revint au printemps suivant pour continuer à prêcher sa doctrine.
Cet événement est reconnu en tant que la Persécution de Matsubagayatsu (松葉ケ谷の法).

##### Exil dans la province d'Izu
Peu de temps après son retour, Nichiren fut arrêté par la police du shogunat. Le 12 mai 1261, sans enquête, il fut condamné et envoyé en exil à Itō, petite péninsule rocheuse de la province d'Izu. Ses ennemis espéraient que l'exposition aux fortes intempéries de cette région, lui serait fatale. Cependant les hommes chargés de l'y conduire l'abandonnèrent sur la plage d'un petit village du nom de Kawana où il fut trouvé par un pêcheur nommé Funamori Yasaburo. Cet homme et sa femme le nourrirent et le logèrent clandestinement pendant une trentaine de jours.
À l'époque, le seigneur intendant d'Itō, Itō Hachiro Zaemon, était gravement malade. Apprenant que Nichiren avait été exilé dans sa province, il l'invita à demeurer chez lui et à prier pour sa guérison. Nichiren accepta à la condition que lui-même adhère à la pratique du Sūtra du Lotus, le Daimoku. Celui-ci accepta et recouvra la santé et devint dès lors un fervent disciple de Nichiren. En remerciement, il offrit à Nichiren, une statue du bouddha Shākyamuni trouvée en mer et qui accompagna Nichiren durant toute sa vie.
Profitant de son exil pour faire comprendre sa mission et celle de ses disciples, il rappela que celui qui enseigne le “Dharma correct” se trouvera immanquablement confronté aux opposants ou ennemis de la propagation du Sūtra du Lotus cités au chapitre 13 (L'exhortation à sauvegarder le sūtra en dépit des persécutions) et qu’il devra, par ailleurs, tenir compte des différences entre les divers enseignements, de la capacité des pratiquants, de l'époque, des spécificités du pays et de la chronologie des sutras, établissant cinq guides pour la propagation, afin que ses disciples puissent enseigner le “Dharma correct” de façon efficace.
Cette deuxième persécution est parfois commémorée le 12 mai en tant que l’“Exil d'Izu”.

##### Persécution de Komatsubara
Le 22 février 1263, Nichiren fut gracié et autorisé à revenir à Kamakura. Il reprit la propagation du Sūtra du Lotus. Apprenant que sa mère était malade et à l'article de la mort, son père étant décédé neuf ans auparavant, Nichiren prit le risque de revenir dans la province d'Awa dont le seigneur local, Tojo Kagenobu, était toujours son ennemi juré. En août 1264, malgré la réticence de ces disciples, il alla voir sa mère et par ses prières lui permit de recouvrer la santé.
Sur le chemin du retour, Nichiren et ses disciples furent invités par Kudo Yoshitaka, seigneur du village d'Amatsu dans la province d'Awa et situé au beau milieu de la “Forêt de Pins” appelée Komatsubara. Quand Tojo Kagenobu et ses hommes apprirent que Nichiren se trouvait dans cette forêt isolée, ils décidèrent de lui tendre une embuscade. Le seigneur se précipita au secours de Nichiren avec ses propres hommes. Dans cette bataille, qui se déroula le 11 novembre 1264, Tojo Kagenobu et Kudo Yoshitaka furent tous deux mortellement blessés. Kyonin-bo, un des disciples de Nichiren, fut également tué et deux autres disciples grièvement blessés. Nichiren lui-même en réchappa à grand-peine, ayant reçu un coup d'épée sur la tête.
Cette troisième persécution est parfois commémorée le 11 novembre comme la “Persécution de Komatsubara”.

##### Persécution de Tatsunokuchi
En 1271, le Japon connut une longue sécheresse et le gouvernement avait ordonné au moine Ryōkan-bō, du temple Gokuraku-ji de Kamakura, de prier pour obtenir la pluie. Nichiren lui lança un défi, disant que si les prières de Ryōkan-bō étaient efficaces dans les sept jours, il deviendrait son disciple, mais que si elles ne l’étaient pas, Ryōkan-bō devrait adopter la croyance dans le Sūtra du Lotus. Celui-ci accepta volontiers et entama son rituel de prière. Pourtant au lieu de la pluie, ce furent de grands vents persistants et destructeurs qui se levèrent. Humilié, Ryōkan-bō refusa de tenir sa promesse. Au contraire, il commença même à user de son influence auprès des épouses et veuves de hauts fonctionnaires du gouvernement pour répandre de fausses rumeurs sur Nichiren.
En conséquence Nichiren fût convoqué pour être interrogé, par l'adjoint au chef des affaires militaires et de la police, Hei no Saemon, le 10 septembre 1271. Nichiren saisit cette occasion pour faire des remontrances à Hei no Saemon, lui prédisant des luttes internes et une invasion étrangère si le gouvernement le punissait injustement. Hei no Saemon, n'ayant aucun élément lui permettant de prononcer lui-même une condamnation, laissa partir Nichiren.

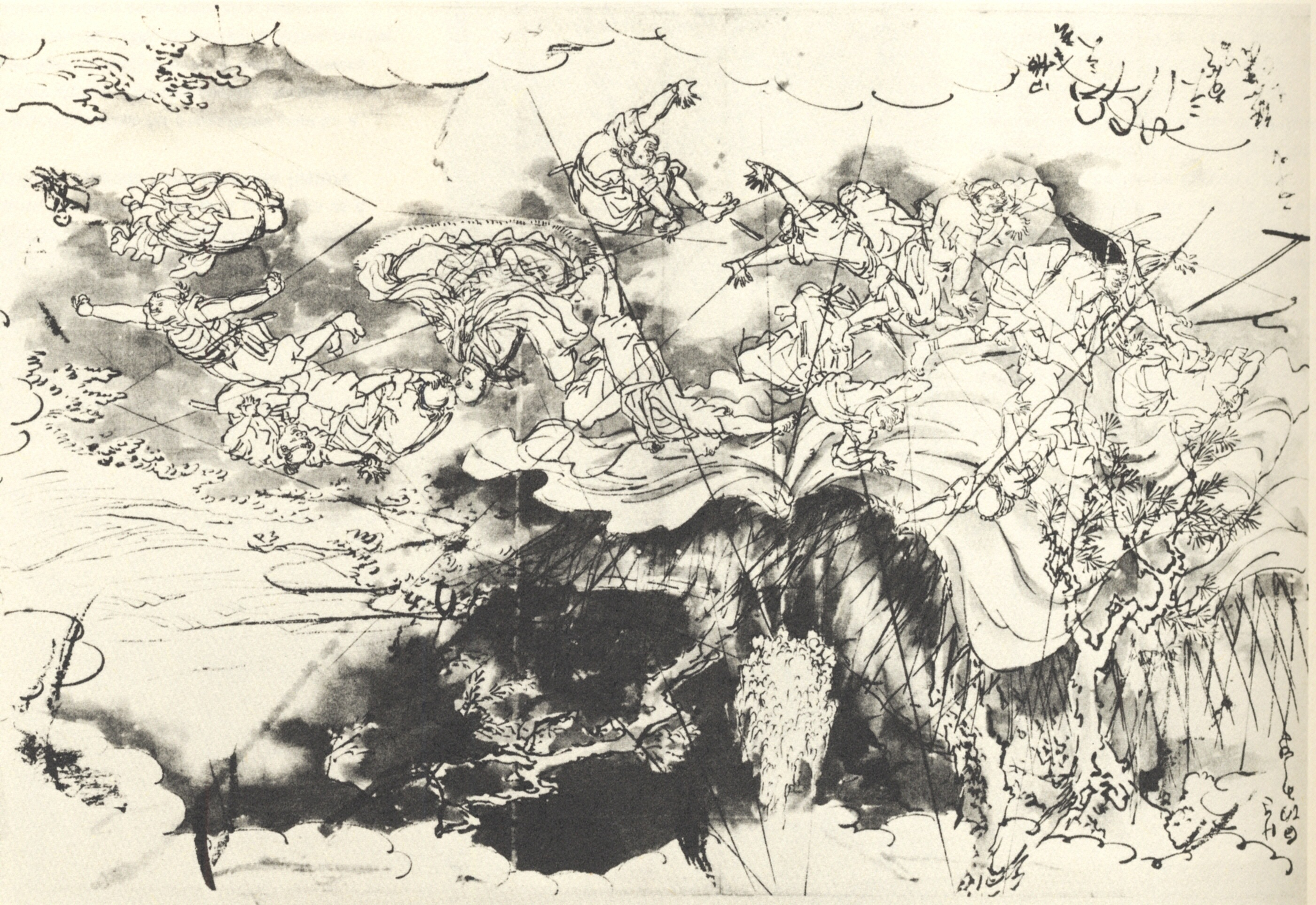
Nichiren sauvé de l'épée du bourreau - Utagawa Kuniyoshi

La prédiction de Nichiren se réalisa. Des émissaires mongols envoyés de Corée vinrent réclamer au Japon de leur payer un tribut. En cas de refus, les Mongols menaçaient d'envahir le Japon. Le shogunat refusa. Les Mongols à cette époque, avaient déjà envahi la Chine et la Corée. Il semblait donc qu'une invasion du Japon soit imminente. Pour la deuxième fois, Nichiren exposa ses remontrances au gouvernement, essayant de le convaincre de changer d'attitude. Il rappela notamment aux autorités politiques et religieuses sa prédiction, huit ans plus tôt, dans son traité Risshō Ankoku ron. Mais le shogunat n'envisagea aucune réforme.
Dans l'après-midi du 12 septembre 1271, une décision officielle fut prise à l'encontre de Nichiren. Hei no Saemon et plusieurs centaines de guerriers se rendirent alors à cheval à sa résidence et l'arrêtèrent. L'un des hommes, Shofu-bo, saisit le rouleau du 5e volume du Sūtra du Lotus que Nichiren portait dans sa robe et s'en servit pour le frapper au visage. Hei no Saemon amena Nichiren au bureau des conseillers du régent où il fut accusé de trahison et condamné à la peine d'exil sur l'île de Sado. Cependant, Hei no Saemon décida, en secret, de faire décapiter Nichiren avant qu'il n'atteigne ce dernier lieu. Ses hommes et lui quittèrent donc la résidence avec leur prisonnier tard dans la nuit du 12 septembre. Alors qu'ils passaient près du temple de Tsurugaoka dédié à la divinité Hachiman, Nichiren fit des reproches au Grand Bodhisattva Hachiman qui, selon lui, ne protégeait pas un fervent disciples du Sūtra du Lotus comme cela a été promis lorsque le Bouddha avait exposé ce sūtra.
Arrivé sur le lieu de l'exécution, Nichiren récita le Daimoku, allant jusqu’à réprimander le chagrin de son disciple Shijo Kingo venu mourir avec lui, lui disant qu'il n'existait pas de sort plus enviable que celui de donner sa vie pour le Sūtra du Lotus.
Au moment où Nichiren allait être décapité, un objet lumineux traversa le ciel, en provenance du Sud-Est, terrorisant les soldats et les samouraïs au point qu'ils furent incapables de procéder à l'exécution,. Nichiren fut alors placé sous surveillance, comme originellement prévu, pendant un mois et le 10 octobre 1271, il quitta Kamakura sous escorte pour le lieu de son exil, l'île de Sado.
Cette 4e et dernière persécution est commémorée par certains le 12 septembre en tant que “Persécution de Tatsunokuchi”.
« [Nichiren écrit] dans le traité Sur l’ouverture des yeux : “Le douzième jour du neuvième mois de l’année dernière, entre les heures du Rat et du Bœuf (entre onze heures du soir et trois heures du matin), la personne nommée Nichiren a été décapitée. C’est son esprit qui est parvenu sur l’île de Sado.” Si l’homme du commun nommé Nichiren est mort à Tatsunokuchi, le Nichiren considéré par certaines écoles bouddhiques comme “le Bouddha de l’époque de la Fin de la Loi” atteignit, lui, l’île de Sado sain et sauf afin d’accomplir sa mission ». Les pratiquants de la Nichiren Shū y voit, quant à eux, la confirmation l’identification de Nichiren au boddhisatva Conduites-supérieures (Jōgyō),  à qui le bouddha Shakyamuni transmit la Loi dans le Sūtra du Lotus.

#### Exil sur l'île de Sado
Le 10 octobre 1271, Nichiren fut envoyé sur l'île de Sado dans la mer du Japon, au large de la ville portuaire de Niigata, dans un sanctuaire en ruine près du cimetière de Tsukahara, sans nourriture ni vêtements adéquats. Une fois de plus ses ennemis espéraient qu'il mourrait de froid durant l'hiver impitoyable de Sado sans abri ni provisions. Mais c'était sans compter sur la foi et la détermination inébranlables de Nichiren qui lui permirent de supporter des conditions extrêmes et de se lier d'amitié avec les paysans et les samouraïs des environs qui finirent par pourvoir à ses besoins.

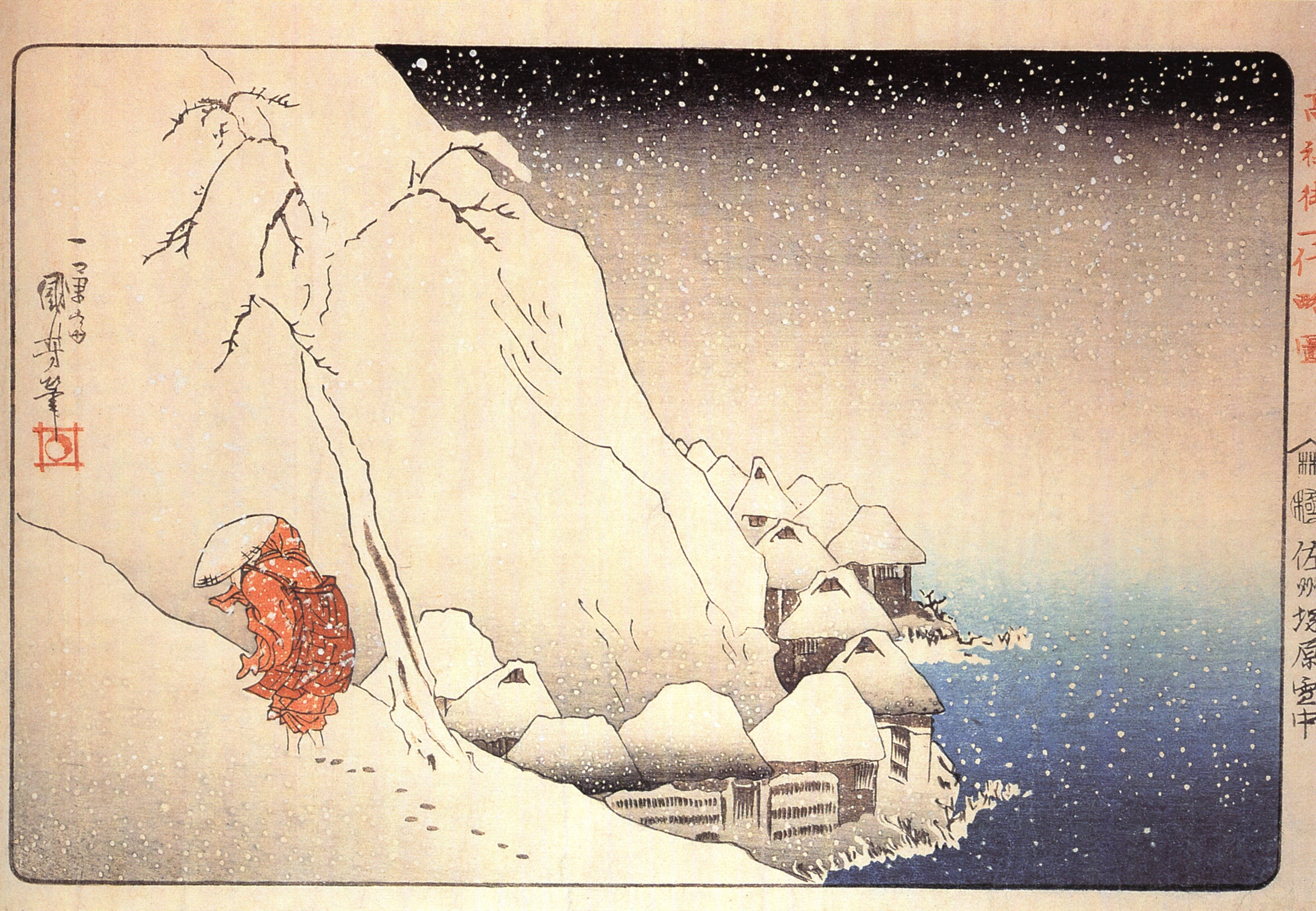
Nichiren en exil sur l'île de Sado - Utagawa Kuniyoshi

Pendant son exil, les adeptes locaux du Nembutsu, apprenant que des paysans aidaient Nichiren à survivre, décidèrent de conspirer contre lui et firent une tentative de l’éliminer. Ils convoquèrent les adeptes du Zen et du Kairitsu de l’île de Sado, le 16 janvier 1272, pour un débat religieux ayant pour but de condamner pénalement Nichiren. Ce débat est connu sous le nom de “Débat de Tsukahara”. Lors de ce débat, devant les arguments de Nichiren, beaucoup de paysans et de samouraïs se convertirent au bouddhisme de Nichiren dont Abutsu-bō et sa femme Sennichi, qui admiraient la grandeur du personnage et qui deviendront, plus tard, des grands amis de Nichiren.
Non seulement Nichiren survécut à toutes ces privations mais il écrivit deux de ses écrits majeurs. Le premier est “Sur l’ouverture des yeux”, qu'il termina en février 1272. Dans ce traité, Nichiren cherche à ouvrir les yeux de toutes les personnes au fait que le temps était venu de pratiquer le véritable enseignement, la “Loi correcte”, c'est-à-dire la foi au Sūtra du Lotus. Le Kaimoku shō révèle également que Nichiren a pris conscience d'être en train d'accomplir le rôle du bodhisattva Conduite-supérieures (Jōgyō) ou du Bouddha Originel, selon les écoles, en tant qu'envoyé du Sūtra du Lotus. À partir de ce moment, Nichiren n'essaya plus simplement de réformer le bouddhisme, il enseigna la Loi merveilleuse du Bouddha sous la forme de Nam-myōhō-renge-kyō.
En 1272, Nichiren fut transféré dans une résidence plus confortable sur l'île de Sado. À l'abri des éléments et des privations, Nichiren écrivit un autre de ses écrits les plus importants, “L’objet de vénération pour observer l’esprit, établi dans la cinquième période de cinq cents ans après la disparition de l’Ainsi-Venu”, qu'il termina le 25 avril 1273. Dans ce traité, il décrit la transmission du Dharma (la Loi bouddhique) à tous les êtres, dits sensitifs. C’est après ce traité que Nichiren inscrivit pour la première fois, le Gohonzon, le 8 juillet 1273. Ce mandala est une représentation visuelle, en caractères sanskrits, chinois et japonais, de la “Cérémonie dans les Airs”. Dans ces chapitres, il est révélé que chaque personne peut atteindre l’éveil d’un samyaksambuddha dans cette vie-ci et que l'essence même de ce sūtra a été confié aux « bodhisattvas surgis de Terre » conduits notamment par le Grand Bodhisattva Conduites-supérieures (Jōgyō) : le Bouddha lui a confié la propagation du Sūtra du Lotus à la période de Mappō, période décrite dans le XXIIIe chapitre du Sūtra du Lotus. Pour Nichiren, le Gohonzon concrétise la Loi éternelle et intrinsèque de Nam-myōhō-renge-kyō, qu'il a identifié comme étant la loi suprême qui imprègne la vie et l'univers.
À la différence des formes précédentes de contemplation qui dépendaient de la capacité du pratiquant à percevoir la “Vraie Nature de la réalité”, Nichiren enseigna que cette vraie nature se manifeste à nous sous la forme de Nam(u) myōhō renge kyō. En d'autres termes, la bouddhéité n'est pas quelque chose que nous pouvons développer par nos efforts conscients. La “Vraie Nature de la réalité” nous est révélée par notre nature de bouddha, la présence spirituelle de la bouddhéité dans notre vie.
Le 10 octobre commémore le début de cet exil de Sado (佐渡の, jp.Sado no Kuni) qui fait suite à la 4e persécution.

### Retraite sur le mont Minobu

#### Prédictions et correspondances de Nichiren
En 1260, Nichiren avertit Hōjō Tokiyori que le gouvernement courait à sa perte et ne ferait qu’augmenter les malheurs du pays et de sa population si rien n’était fait pour reconnaître aux yeux de tous son école fondée en 1253, seule adaptée à l’époque, et le Sūtra du Lotus  comme véhicule unique.
Nichiren argumente ainsi ses prédictions : puisque parmi les “sept calamités”, annoncée dans le Sūtra du Maître-de-la-Médecine et le Sūtra des rois bienveillants, certaines étaient déjà advenues (été glacial et grande famine en 1258 ; tremblements de terre en février et avril 1241 puis en 1253 ; inondations hors saison ; tempêtes en 1253 ; incendies à Kyoto en 1249 et Kamakura en 1251 puis 1254 et par trois fois en 1257 (en avril, août et novembre) ; année de la “Grande Pandémie”, alors des luttes internes et des invasions étrangères ne manqueraient pas de se produire.
Une première manifestation de guerre civile commence par la révolte de Hōjō Tokisuke contre son plus jeune demi-frère, le régent Hōjō Tokimune, en 1272, et les invasions étrangères se produisent quand les Mongols de Kubilai Khan attaquent le Japon par deux fois, en 1274 et 1281. Ils furent repoussés, pourtant la question de la récompense des soldats ayant contribué à l'effort de guerre va miner la légitimité du pouvoir qui n'était pas en mesure de donner satisfaction à ses nombreux guerriers. La chute du shogunat de Kamakura fut en partie provoquée par les subventions exorbitantes que le gouvernement accordait à des rituels bouddhiques, dénoncés par Nichiren, destinés à la sécurité du pays, ce qui rendait impossible de payer les samouraïs qui auraient dû défendre le pays. Le caractère de plus en plus autoritaire du pouvoir des Hōjō, puis des luttes internes parmi l'élite de Kamakura vont achever de rendre le gouvernement shogunal impopulaire, y compris aux yeux de l'élite guerrière du Kantō.
En 1333, ses prédictions ont donc été réalisées, cinquante-et-un ans après sa mort car, en définitive, les guerres dues aux invasions étrangères (1274 et 1281) et les guerres civiles dues aux luttes intestines (commencées en 1272) menèrent effectivement à la chute du clan Hōjō en 1333 conformément aux mises en garde et aux prédictions de Nichiren à Hōjō Tokiyori dans son écrit “Sur l’établissement de l’enseignement correct pour la paix dans le pays”.
Va s’ouvrir alors une nouvelle époque qui plongera tout le pays dans des siècles de guerres et luttes internes : Takauji Ashikaga est victorieux dans la guerre de Genkō, guerre civile commencée en 1331 qui va précéder la période Nanboku-chō et l'apparition du shogunat Ashikaga. Il a participé activement à la chute du shogunat de Kamakura pour le compte de l'empereur Go-Daigo et s'arroge rapidement le titre de shogun pour exercer le pouvoir durant la courte période de la Restauration de Kenmu (1333-1336).
En mars 1274, Nichiren fut gracié et autorisé à revenir à Kamakura. Le gouvernement chercha, par le biais de Hei no Seamon, commandant en second des forces militaires et de police, de rallier Nichiren à leur cause en lui offrant un temple en échange de ses prières contre l'invasion mongole.
Nichiren refusa tout compromis et insista une fois de plus sur la nécessité pour le gouvernement de supprimer son soutien aux enseignements qui obscurcissaient le “Dharma correct”. Voyant que sa troisième remontrance faite au gouvernement ne provoquait aucun écho, Nichiren se retira dans les montagnes et forêts. Le 12 mai 1274, il quitta Kamakura en compagnie de ses disciples pour établir son ermitage sur le mont Minobu, puisque, selon Confucius, au bout de trois interventions infructueuses, le sage se retire.
Lors de sa retraite, Nichiren se consacra à la formation de ses disciples et à la correspondance d'encouragement avec ses partisans. C'est là que lui parvinrent les nouvelles des deux tentatives d'invasion du Japon par les Mongols, en octobre 1274 puis en juin 1281. Bien que le Japon fut sauvé les deux fois par des tempêtes qui détruisirent la flotte mongole, Nichiren continua à mettre en garde le shogunat. En effet, les conditions spirituelles, qui avaient rendu le Japon vulnérable, n'ayant pas changé, elles conduiraient inévitablement à la souffrance du peuple japonais.
Le 17 mai 1274, il arriva à la maison d’Hagiri Rokuro, un de ses disciples, qui lui offrit un lopin de terre sur le mont Minobu. En juin 1274, Nichiren fit construire une petite cabane et un temple dans lesquels il demeura huit ans. Bien que l'ermitage de Nichiren au mont Minobu soit situé au beau milieu d’une forêt dense en un endroit difficile d'accès, Nichiren reçut de nombreuses visites de ses disciples et d’adeptes venant de tout le pays. Aujourd’hui, à cet endroit, se trouve le temple Kuon-ji, siège patriarcal de la Nichiren Shū.
Nichiren eut également à souffrir des persécutions dirigées contre ses disciples dont le sort l’a toujours beaucoup préoccupé. La pire fut celle d'Atsuhara en 1279, lorsque vingt fermiers furent arrêtés sur ordre du shogunat et trois d'entre eux décapités, parce qu'ils refusaient d'abjurer leur foi dans le Sūtra du Lotus. Nichiren a constamment prié pour le bien-être de ses adeptes et leur envoya un grand nombre de lettres d'encouragement. Cette persécution bouleversa tellement Nichiren qu'il écrivit alors à un de ses plus proches disciples une lettre intitulée “Sur les persécutions subies par le Sage” le premier jour du dixième mois de la deuxième année de Kōan (1279).

#### Derniers enseignements et controverses

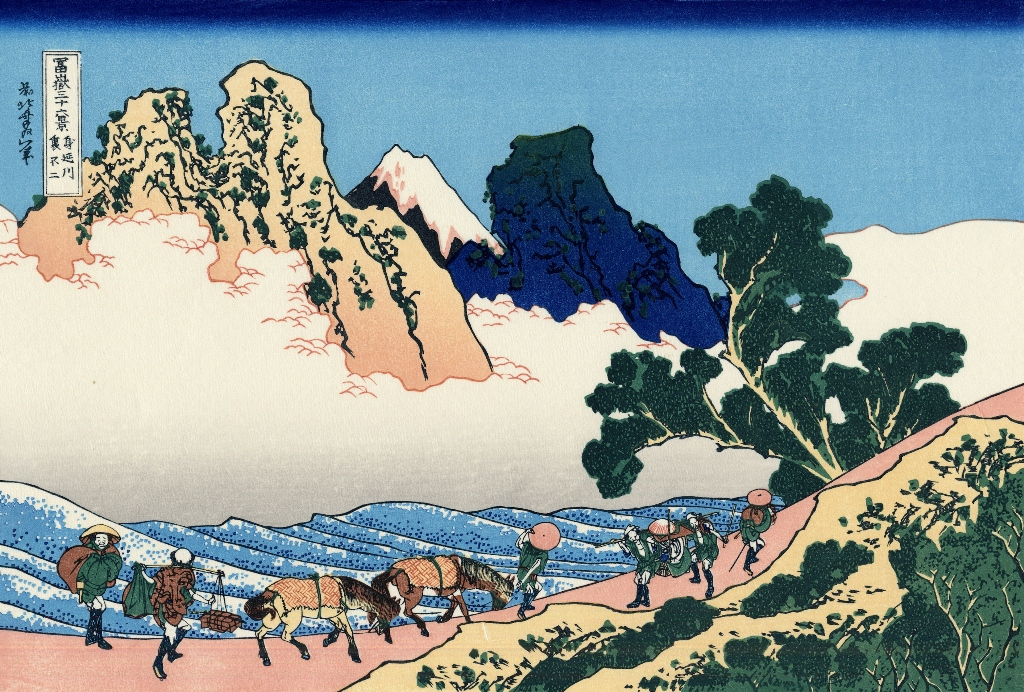
Ukiyo-e montrant une vue du mont Fuji derrière la rivière du mont Minobu - Katsuchika Hokusai

Il écrivit aussi lors de sa retraite, les deux derniers de ses cinq écrits majeurs. Le 10 juin 1275, il rédigea le Senji shō, où il reprend les cinq guides de propagation. Ce traité met particulièrement l'accent sur le fait que le temps était maintenant venu pour propager le Sūtra du Lotus, le privilégiant aux autres sūtra et que la libération des souffrances pouvait être obtenue par la pratique de Nam(u) myōhō renge kyō.
Après le décès de Nichiren, une scission s’est produite. Certaines différences subsistent au XXIe siècle à commencer par le titre qui est apposé à son nom (voir la section “Titres respectueux et posthumes”).
Reconnaissant Shakyamuni en tant que “Bouddha historique”, les membres de la Nichiren Shōshū et de la Sōka Gakkai internationale donnent le titre de “bouddha fondamental” et de “bouddha de l'époque de la Fin de la Loi” à Nichiren. La Nichiren Shū, quant à elle, considère le bouddha Shākyamuni comme le “bouddha originel et éternel”, et Nichiren comme la réincarnation du bodhisattva Jōgyō qui, selon les écrits, doit propager le Sûtra du Lotus lors de la période de Mappō: la dernière des Trois Époques qui suivent la mort du bouddha Shākyamuni après les époques de la Loi correcte (Shōhō : 正法) et de la Loi formelle (Zōhō : 像法) au cours desquelles le bouddhisme sombrant dans la confusion sous l’influence des Trois Poisons, son enseignement perd son pouvoir de guider les gens vers la bouddheité.
Cette différence a un effet significatif sur l'accent mis à l'enseignement. En effet, tandis que la Nichiren Shōshū et la Sōka Gakkai internationale préfèrent étudier les enseignements de Nichiren appelés Les Écrits de Nichiren ou Gosho, la Nichiren Shū estime, elle, que tous les gosho ne sont pas de même valeur, certains selon elle n'étant pas authentiques, et que le Sūtra du Lotus doit donc être l'objet principal d'étude.
Une autre différence se glisse entre les différentes écoles nichireniennes sur la méthode de propagation du Sūtra du Lotus : la Nichiren Shōshū et la Sōka Gakkai internationale ont prôné davantage la méthode de shakubuku ou de shoju pour propager la Loi correcte comme l’a enseigné Nichiren notamment dans son traité Sur l'ouverture des yeux (Écrit 30, p. 220). La Nichiren Shū, quant à elle, réfute cette première méthode et préfère transmettre l’enseignement du Sūtra du Lotus par le “moyen habile” décrit par Shākyamuni dans le 2e chapitre de ce texte, soit par l'utilisation du kōsen-rufu. La pratique du shakubuku correspond à “la pratique pour soi et pour les autres” (Jigyo-Keta) de la Sōka Gakkai, ce terme en est venu à désigner toute sorte de propagation, sans distinction de méthode.
Nichiren écrivit aussi le Hōon shō en juillet 1276, après la mort de Dozen-bō, son Maître qui l'avait ordonné et guidé dans son enfance. Dans ce traité, Nichiren insiste sur le fait que la pratique bouddhique doit être motivée par le désir de libérer tous ceux à l'égard de qui on a une dette de gratitude et que la meilleure façon pour cela est de leur enseigner le Sūtra du Lotus. C'est dans le Hōon shō (ÉCRIT 88. Sur l’acquittement des dettes de reconnaissance) que Nichiren décrit également pour la première fois les « Trois grands Dharma cachés » ou Trois Grandes Lois sacrées et révélées dites « ésotériques » : le Gohonzon (objet de culte), le Daimoku (invocation) et le Kaidan (estrade d'ordination, où se tiennent les cérémonies d’ordination du clergé bouddhiste).
Bien qu’il n’en subsiste aucune mention dans ses écrits, le 12 octobre 1279 Nichiren aurait légué au monde entier l'inscription, sur un grand support en bois, du Dai-Gohonzon, une représentation en grand format du mandala de Nichiren, le Gohonzon, constitué par les mentions écrites des noms de bouddhas, bodhisattvas et divinités protectrices ainsi que d’autres archétypes représentant les dix états de vie (systématisés par le Grand Maître Tiantai), avec, en son centre, verticalement, le mantra Nam(u) Myōhō Renge Kyō. La Nichiren Shōshū y voit l'accomplissement du but de la venue de Nichiren en ce monde et fait de ce Gohonzon l'une des “Trois Grandes Lois cachées” (et révélées pat Nichiren). Les autres écoles issues de Nichiren comme la Nichiren Shū et la Soka Gakkai internationale contestent les fondements historiques de cette affirmation, Nichiren n’y faisant allusion dans aucune de ses lettres. Le Dai-Gohonzon est conservé au Taiseki-ji.
Voyant sa santé décliner en raison des nombreuses difficultés et des persécutions subies pendant des années, Nichiren quitta le mont Minobu le 8 septembre 1282. Ses disciples l'avaient persuadé de se rendre aux sources chaudes aux vertus médicinales d’Hitachi mais il dut s'arrêter en chemin chez un de ses adeptes dévoués à Tōkyō dans le quartier d’Ikegami. Le 13 octobre 1282, à l'âge de 60 ans, Nichiren mourut entouré de ses principaux disciples et adeptes laïques. Les cendres de Nichiren, selon ses vœux, furent aussitôt transférées par ses disciples au temple Kuon-ji sur le mont Minobu. Un temple fut aussi construit sur les lieux de la mort de Nichiren à Tōkyō, le temple Honmon-ji.
D'après la Nichiren Shōshū et la Sōka Gakkai internationale, le 8 octobre 1282, cinq jours avant sa mort, Nichiren aurait désigné le jeune Nikkō, comme son successeur légitime demandant aux moines aînés de suivre dorénavant son enseignement. Cette affirmation est contestée par l'un des principaux courants nichireniens. Selon la Nichiren Shū, Nichiren aurait nommé les « Six Disciples Aînés » pour leur confier la propagation de son enseignement après sa mort.
Nikkō Shonin a consigné un certain nombre d'enseignements oraux de Nichiren, rassemblés dans un Recueil des Enseignements oraux Ongi kuden (en).

## Écrits de Nichiren

### Gosho
Le mot Gosho est formé de deux mot : Go qui est un préfixe honorifique et Sho qui signifie littéralement Écrit(s). Le mot Gosho se traduit donc par Vénérables Écrits ou Grands Écrits et sont les écrits, séparés (un gosho) ou rassemblés (le Gosho), de Nichiren.
Il subsiste aujourd'hui plus de sept cents écrits de Nichiren, y compris des copies et des fragments. L'authenticité de quelques-uns est contestée par certaines écoles nichireniennes, même quand elles reconnaissent l'orthodoxie du contenu. Toutefois quelques écrits sont suspectés être des faux fabriqués par des successeurs désireux de se donner une légitimité. Il subsiste, aujourd'hui, deux recueils rassemblés par les premiers disciples de Nichiren : celui de Nikkō et celui de Nichijo, également connu sous le nom de Toki Jōnin.
À l'heure actuelle, il existe trois éditions accessibles au public.
Le Showa Teihon Nichiren Shōnin Ibun édité en 4 volumes par le Centre d'Études du Bouddhisme de Nichiren de l'Université Risshō situé au Mt Minobu et appartenant à la Nichiren Shū. Il s'appuie sur le Rokunai Gosho qui remonterait à Toki Jōnin.
La deuxième édition est le Nichiren Daishōnin Gosho Zenshu éditée par la Sōka Gakkai et la Nichiren Shōshū en 1952, sous la direction du 59e Grand-Patriarche, Nichiko Shōnin. Cette traduction, qui s'appuie non seulement sur les originaux mais également sur les annotations en marges, est à la base d'un certain nombre de divergences doctrinales entre le courant de la Nichiren Shōshū et celui de la Sōka Gakkai et les écoles d'une autre obédience, telle la Nichiren Shū, qui suivent le Showa Teihon.

Enfin, la troisième version est le Heisei Shinpen Nichiren Daishōnin Gosho édité par le Temple principal de la Nichiren Shōshū en 1994. C'est une révision totale des écrits du Gosho Zenshu et du Showa Shintei Gosho, version chronologique éditée en 1971, sous le 66e Grand-Patriarche, Nittatsu Shōnin. De nouveaux textes ont été ajoutés et d'autres, dont l'authenticité est controversée, supprimés. Cette édition suit l'ordre chronologique et est en style kakikudashi-bun. Néanmoins, la Nichiren Shōshū a prévu l'édition des goshos en style d'origine.
Une traduction complète en anglais a été éditée en un premier volume, en 1999 : The Writings of Nichiren Daishōnin, améliorant les anciens Major Writings of Nichiren Daishonin en 7 volumes, ainsi qu’un volume II ; ils sont en libre accès sur Internet.

De même, en français, Les Écrits de Nichiren en un volume ont été traduits et publiés (écrits 1 à 172) en 2011.

### Écrire contre l’inaction des autorités
Le style d'écriture utilisé dans les traités de Nichiren est le style kanbun, un style d'écriture formelle sur le modèle classique chinois qui a été la langue du gouvernement et de l'apprentissage dans le Japon contemporain. Nichiren a également écrit des lettres aux disciples et aux fidèles laïques dans un style mixte kanji-kana vernaculaire ainsi que des lettres en kana simple pour les croyants qui ne pouvaient pas lire les styles les plus formels, en particulier les enfants.
Certaines œuvres de Nichiren, en particulier “Sur l’établissement de l’enseignement correct pour la paix dans le pays”, le Risshō Ankoku ron, sont considérés comme des exemplaires de référence du style kanbun. Ce texte et plusieurs autres lettres font preuve d'une empathie inhabituelle pour l’époque de Kamakura, s’agissant de la compréhension des malheurs du peuple et des opprimés à cette époque extrêmement troublée (« Les désastres s’abattant sur le monde, ces calamités frappant le pays  —  je ne suis pas le seul à m’en affliger ; toute la population porte le poids du malheur. ») politiquement, socialement (« Quand des inondations gigantesques noient la population »), économiquement (« la population est sur le point d’être anéantie et le pays détruit. ») et religieusement (« Les moines de ce type ne peuvent rien pour leur propre bien ni pour celui de la population. »), alors que les autorités gouvernementales et les principaux dirigeants religieux, issus de l’aristocratie, se querellent pour le pouvoir.
Parmi les écrits (gosho) célèbres figurent ceux adressés aux femmes croyantes que Nichiren a souvent félicitées pour leurs questions en profondeur sur le bouddhisme, tout en les encourageant dans leurs efforts pour atteindre l'Illumination dès cette vie-ci,.
Au cours des dix dernières années de sa vie, il continue à encourager ses disciples et en forme de nouveaux depuis le mont Minobu où il s’est retiré. Six disciples ont succédé à Nichiren, parmi lesquels Nikkō Shonin (en), « considéré par ses partisans comme le représentant ultra-orthodoxe de l'école », et qui développa la Nichiren Shōshū (littéralement « Véritable école de Nichiren »). Il a recueilli et compilé les enseignements oraux de son maître (Ongi kuden (en)).
L'ensemble des écoles se réclamant de l'enseignement de Nichiren sont regroupées en tant que bouddhisme de Nichiren. Actuellement, les principales écoles de la branche sont la Nichiren Shū, la Nichiren Shōshū, et les mouvements bouddhistes laïques plus récents tels que la Sōka Gakkai, le Risshō Kōsei Kai ou le bouddhisme Reiyukai.
Des observateurs modernes découvrent aussi dans la lecture des écrits de Nichiren un message politique. En effet, pendant la période pré-Seconde Guerre mondiale, le gouvernement japonais a insisté pour que des passages et même des documents soient supprimés dans les collections publiées parce qu'elles étaient considérées comme insultantes pour l'empereur japonais. Il faut dire qu'en son temps déjà, peu connu pour son conformisme, Nichiren n'hésitait pas dans ses écrits à faire montre d'un certain manque de modestie à l'endroit du souverain. On lit par exemple dans l’une de ses lettres : « Pourtant moi, Nichiren, je suis le père et la mère de tous les habitants du Japon, je suis leur souverain, je suis leur maître éclairé ! »

## Les femmes dans le contexte nichirenien
Nichiren a déclaré que les femmes également peuvent atteindre l'Illumination. Considérée dans le contexte de la société japonaise du XIIIe siècle, cette position doctrinale sur les femmes a été réellement révolutionnaire,. Socialement, les femmes japonaises étaient considérées comme des citoyennes qui, juridiquement, n’avaient que peu de pouvoir. Dans le monde religieux, les femmes étaient vues comme des êtres secondaires ; la majorité des écoles bouddhistes de cette époque discriminaient ouvertement les femmes, et nombre de ces écoles avaient un point de vue misogyne.
Nichiren, d'autre part, s'exprima sur l'Éveil en disant que la foi, et non le sexe, est le principal déterminant de l'illumination […] des différences physiques ne gênent en aucune façon le salut bouddhiste. Alors que bon nombre de contemporains bouddhistes ont rarement écrit pour les femmes, environ un cinquième des œuvres existantes de Nichiren ont été adressées à des femmes. De plus, environ 30 % des bénéficiaires du Gohonzon étaient des femmes. Les écrits de Nichiren contiennent à la fois la position doctrinale des femmes au sein du mouvement ainsi que des conseils pratiques aux femmes des croyants. Il considérait le mariage comme un partenariat complémentaire, et en parlant de la maternité, il mentionna presque toujours le rôle et les obligations des pères dans l'unité de la famille.

« Il ne devrait pas y avoir de discrimination entre ceux qui propagent les cinq caractères de Myōhō-renge-kyō à l’époque de la Fin de la Loi, qu’ils soient hommes ou femmes. S’ils n’étaient pas des bodhisattvas sortis de la terre, ils ne pourraient pas réciter le Daimoku. »

Dans l'ensemble, Nichiren a enseigné à ses disciples la dignité inhérente à l'être humain et une égalité spirituelle, indépendamment de leur sexe ou leur classe sociale. Cela peut s'expliquer par son identification facile avec les plus défavorisés, puisque selon les écrits, il est issu d'une des castes les plus basses du Japon.

## Pensée et enseignement
Selon le Dictionnaire encyclopédique du bouddhisme de Philippe Cornu : « L'enseignement de Nichiren repose exclusivement sur le Sūtra du lotus. Il apparaît comme un enseignement simplifié issu du Tendai tout en faisant appel à des éléments de pratique empruntés aux autres écoles (mandala, récitation du nom du sūtra, estrade d'ordination). Sa mise en pratique, facile, était à la portée de tous. »

### L’interdépendance de tous les phénomènes
À propos du principe d’interdépendance de tous les phénomènes : « L’idée de s’éveiller à la possibilité de s’en servir pour effectuer des changements dans sa vie quotidienne, modifier sa propre vie mais aussi celle de son entourage, d’honorer sa responsabilité envers la société et la vie de la planète elle-même - n’avait encore jamais été mise en pratique.
[…]
Nichiren ne recula jamais dans sa conviction que les personnes ordinaires pouvaient changer leur karma et atteindre l’illumination en cette vie-ci, simplement en récitant Nam-myo-renge-kyo. C’était une conception révolutionnaire du bouddhisme qui encourageait les laïcs à prendre en charge leur destinée spirituelle et matérielle, et pour cela Nichiren fut lourdement condamné. »

### MappoetKosen-rufu
Nichiren s’appuie sur le chapitre XXIII du Sûtra du Lotus où le Bouddha déclare ce qui est à la fois son grand vœu et un décret pour l’époque de la Fin de la Loi : « Quand je serai entré dans l'état d'extinction dans la dernière période de cinq cents ans, il te faudra le propager largement en terres étrangères, et à travers tous le Jambuvipa, sans le laisser jamais disparaître. »
« Les bouddhistes japonais considéraient l’époque de la Fin de la Loi comme un verdict de culpabilité à l’encontre de l’humanité égarée. [...] Nichiren logeait la bouddhéité en ce corps et en cette vie. Il n’y avait donc aucun effort à faire pour aller ailleurs, pas de doctrine pour échapper à ce monde ou à ses souffrances, et avec cet enseignement venait l’obligation de faire la paix avec ce monde même, pas le monde suivant, et la mission d’établir la paix avec les êtres humains qui l’habitent. Réinterprétée par Nichiren, l’époque de la Fin de la Loi devenait l’ère de kosen-rufu - une époque où les enseignements du Sûtra du Lotus se répandraient largement dans le monde entier. »
S’appuyer sur la Loi et non sur les personnes : dans l’enseignement de Nichiren, la Loi bouddhique se réfère à la Loi merveilleuse de Nam-myoho-renge-kyo pour l’époque de la Fin de la Loi. « Il est dit dans un sūtra [le Sūtra du Nirvana] : “Appuyez-vous sur la Loi et non sur les personnes. Appuyez-vous sur le sens de l’enseignement et non sur les mots. Appuyez-vous sur la sagesse et non sur la pensée discriminante. Appuyez-vous sur les sūtras qui sont complets et définitifs, et non sur ceux qui ne sont ni complets, ni définitifs.” Ce passage signifie qu’il ne faut pas s’appuyer sur les paroles des bodhisattvas et des maîtres mais sur ce qui a été établi par le Bouddha. »

### Trois GrandesLoissacrées et révélées

#### Gohonzon
Le mot Gohonzon est formé de deux mots, Go qui est un préfixe honorifique et Honzon qui signifie Objet de vénération. Le mot Gohonzon se traduit donc par “Objet fondamental de vénération” et est l’une des Trois Grandes Lois cachées ou «sacrées et révélées» dans le Sūtra du Lotus enseigné par le bouddha Shākyamuni au cours des huit dernières années de sa vie.
Dans le bouddhisme de Nichiren, le terme revêt une importance particulière car il désigne les représentations écrites que Nichiren a commencé à tracer sur l’île de Sado où il était en exil après la Persécution de Tatsunokuchi. Le Gohonzon de l'Enseignement essentiel. Le Gohonzon est l’une des Trois Grandes Lois exposées implicitement “entre les lignes du Sūtra du Lotus” que Nichiren révèle afin de “ne pas laisser se tarir le flot de kosen rufu”, conformément au grand vœu exprimé par le bouddha Shākyamuni dans le chapitre XXIII du Sūtra du Lotus.
Au début, les Gohonzon inscrits par Nichiren étaient remis nominativement à des disciples afin qu’ils s'en imprègnent durant leur pratique bouddhique. On les appelle Ikki Ichi En. De par l’inscription effectuée sur un rouleau de papier il représente l’expérience de l’Éveil spirituel transférée sur un support relevant du règne du non-sensitif. (Actuellement le Gohonzon des fidèles est, dans certaines écoles, obligatoirement consacré par une Cérémonie d'ouverture des yeux).
Il existe plusieurs sortes de mandalas représentant le Gohonzon. On distingue les Joju-gohonzon qui comportent le nom du bénéficiaire inscrit dans la marge, les Okatagi-gohonzon, mandalas imprimés ayant reçu la cérémonie d'ouverture des yeux, et les Omamori-gohonzon de taille réduite que l'on utilise surtout lors de déplacements.
La Nichiren Shū définit le Gohonzon de la façon suivante :

« Le Gohonzon est l'objet essentiel de la concentration dévotionnelle. Dans le bouddhisme de Nichiren, c'est la transmission du Dharma merveilleux par le Bouddha atemporel Shākyamuni à tous les êtres sensitifs, et tout particulièrement aux bodhisattvas Surgis de Terre pendant la Cérémonie dans les Airs. Cela est souvent, mais pas obligatoirement, représenté sous la forme d'un mandala calligraphié. »

— Nichiren Shū, Gohonzon
La Soka Gakkaï internationale, représentée en France par le mouvement bouddhiste Soka, considère tout Gohonzon comme la concrétisation de Nam-myoho-renge-kyo, essence du Sûtra du Lotus et la réponse unique aux Quatre Souffrances fondamentales (naissance dans un monde troublé, maladie, vieillesse et mort) par le Daimoku qui y est inscrit en son centre, tandis que la Nichiren Shōshū, enseigne que tout Gohonzon se rattache au Dai-Gohonzon  que Nichiren aurait inscrit ou fait inscrire le 12 octobre 1279, c'est-à-dire que les Gohonzon confiés aux pratiquants sont des transcriptions du Dai-Gohonzon faites par les grands patriarches de la Nichiren Shōshū, ainsi le Dai-Gohonzon constituerait le cœur des Trois Grandes Lois ésotériques (cachées ou sacrées et révélées) dans le Sūtra du Lotus, but de la venue de Nichiren en ce monde.
Les Gohonzon prennent la forme d'un mandala tracé sur papier à l'encre sumi (encre de Chine) ou sur bois avec des caractères dorés. Au centre du Gohonzon est écrit : “Nam-myōhō-renge-kyō - Nichiren” indiquant l'identité de la Personne et de la Loi : le Bouddha et le Dharma sont inséparables et ne font qu'un.
La Sōka Gakkai et la Nichiren Shōshū utilisent les citations des écrits de Nichiren qui évoquent l'inscription du Gohonzon, notamment :
« C'est ma propre vie à moi, Nichiren, qui devient l'encre sumi avec laquelle je calligraphie ce Gohonzon. Vous devez donc croire en ce Gohonzon de tout votre cœur. La volonté du bouddha Shākyamuni est le Sūtra du Lotus mais l'âme de Nichiren n'est autre que Nam-myōhō-renge-kyō. »
Écrits, 415, Réponse à Kyōo (août 1273)
« Ce mandala n’est en aucun cas mon invention. C’est l’objet de vénération qui dépeint le bouddha Shakyamuni, Honoré du monde, assis dans la Tour aux trésors du bouddha Maints-Trésors, et les bouddhas qui constituaient des émanations de Shakyamuni, aussi parfaitement qu’une estampe reproduit le motif gravé sur la planche. Les cinq caractères du titre du Sūtra du Lotus figurent au centre, alors que les quatre rois célestes sont assis aux quatre coins de la Tour aux trésors. Shakyamuni, Maints-Trésors, et les quatre guides des bodhisattvas sortis de la terre sont en haut, côte à côte. »
Écrits, 839, La composition du Gohonzon (août 1277)

« Ne recherchez jamais ce Gohonzon en dehors de vous-même. Le Gohonzon n’existe que dans notre chair à nous, êtres ordinaires, qui adoptons le Sūtra du Lotus et récitons Nam-myōhō-renge-kyō.
Notre corps est le palais de la neuvième conscience, réalité essentielle qui règne sur toutes les fonctions de la vie. Que chaque être soit considéré comme doté des dix états signifie que tous les dix, sans aucune exception, sont contenus dans un seul état. Et si le Gohonzon est appelé mandala, c’est que mandala est un mot sanskrit que l’on traduit par “parfaitement doté” ou “bouquet de bienfaits”.

	Ce Gohonzon ne se trouve que dans les deux caractères “esprit croyant”. C’est ce que veut dire le Sūtra lorsqu’il déclare que “l’on ne peut accéder [à lui] que grâce à la foi.” »

#### Kaidan
Initialement estrade d’ordination pour le clergé, ce terme désigne pour les laïcs le lieu de pratique en tant que lieu sacré où est enchâssé le Gohonzon. Au domicile du pratiquant ou dans un lieu de culte, c’est le lieu de pratique de Gongyo et Daimoku.

### Principes Tendai

#### Non-dualités

##### Non-dualité des êtres et de leur environnement (ou non-dualité de la vie et de son environnement)
Principe formulé par Miaole (Zhanran) en commentaire du Sens profond du Sūtra du Lotus (Hōkke Genji [法华玄義]) de Tiantai (Zhiyi) sur « la véritable identité de tous les phénomènes » ou shōhō jossō（諸法実相). Ce principe est appelé eshō funi（依正不二）en japonais. Eshō (依正) est une contraction de ehō, l’environnement non sensible ou le monde objectif, et shōhō, l’être vivant ou le monde subjectif. Shō de shōhō signifie « sujet » et e de ehō « dépendre », c’est-à-dire que la vie dépend de son environnement pour survivre. Hō dans les deux cas veut dire “effet manifeste” [ou rétribution], indiquant que la rétribution karmique d’un individu apparaît dans la réalité subjective aussi bien qu’objective. Funi (不二) est une abréviation pour nini-funi (2 mais non 2) et funi-nini (non 2 mais 2) ; ces expressions signifient que la vie et son environnement sont deux phénomènes indépendants mais un dans leur essence fondamentale.
Du point de « la véritable entité de tous les phénomènes », la distinction entre soi et le monde objectif appartient à la dimension de « tous les phénomènes » et leur unité essentielle à celle de « la véritable entité ». Comme la vie et son environnement sont deux expression de la même entité, l’individu, shōhō, est formé ou influencé par l’environnement, ehō, et inversement, la condition de vie d’un individu peut aussi affecter l’environnement.
Nichiren cite ce principe dans les écrits suivants : Sur l’atteinte de la bouddhéité en cette vie (1), Sur l’établissement de l’enseignement correct pour la paix dans le pays (2), Lettre à Hōren (62), Sur les présages (79), La personne et la Loi (161).

« Les dix directions sont « l’environnement », et les êtres vivants « la vie [qui en est inséparable] ». À titre d’illustration, l’environnement est comme l’ombre et la vie comme le corps. Sans corps, il ne peut y avoir d’ombre et, sans vie, il n’y a pas d’environnement. De la même façon, la vie est façonnée par son environnement. » (Sur les présages, ÉCRIT 79, 649).

##### Non-dualité du corps et de l’esprit
Principe expliquant les deux phénomènes apparemment distincts du corps, l’aspect physique de la vie, et de l’esprit, son aspect sprirituel, comme les deux phases d’une même entité. Principe formulé par Miaole (Zhanran) en commentaire du Sens profond du Sūtra du Lotus (Hōkke Genji [法华玄義]) de Tiantai (Zhiyi) sur « la véritable identité de tous les phénomènes » ou shōhō jossō （諸法実相). Ce principe s’énonce shikishin funi（色心不二). Shiki désigne ce qui a une forme, une couleur ou qui est extérieurement manifeste, c’est-à-dire les phénomènes physiques ; tandis que shin désigne le mental, l’esprit, tout ce qui est intérieur et invisible, c’est-à-dire les phénomènes spirituels. Funi est une abréviation pour nini-funi (2 mais non 2) et funi-nini (non 2 mais 2). Cela veut dire que le matériel et le spirituel sont deux catégories distinctes sur le plan des phénomènes mais qu’ils sont inséparables et un en essence.
En termes de « véritable entité de tous les phénomènes », Tien-t’ai (Zhiyi) considère la distinction entre matériel et spirituel comme relevant du niveau de « tous les phénomènes » et leur unité essentielle, de celui de la « véritable entité ». L’unité du corps et de l’esprit, ou du matériel et du spirituel, est une expression de la véritable entité ou de l’ultime réalité de la vie.
Nichiren cite ce principe notamment dans : Ouvrir les yeux des représentations sculptées ou peintes [du Bouddha] (ÉCRIT 11, 87) : « L’esprit représente l’aspect spirituel, et la voix l’aspect physique. L’aspect spirituel se manifeste à travers le physique. On peut connaître l’esprit d’un autre en écoutant sa voix. L’aspect physique révèle donc aussi l’aspect spirituel. Le physique et le spirituel, qui ne sont pas deux, se manifestent [pourtant] sous ces deux aspects distincts ; ainsi l’esprit du Bouddha s’exprima à travers les mots écrits du Sūtra du Lotus. Ces mots sont l’esprit du Bouddha sous une forme différente. Par conséquent, ceux qui lisent le Sūtra du Lotus ne doivent pas considérer qu’il n’est composé que de mots écrits, car ces derniers sont en soi l’esprit du Bouddha. »

#### Voies et véhicules
- « Trois mauvaises voies » désigne les mondes de la souffrance dans lesquels une personne tombe à titre de rétribution pour ses mauvaises actions : l’enfer, le monde des esprits affamés et le monde des animaux[135]. Leurs états de vie correspondants sont en lien avec les trois poisons (orgueil/égoïsme, avidité, stupidité/ignorance).
- « Quatre voies mauvaises » désignent les états de vie où l’on souffre à cause d’un mauvais karma, manquant du sentiment de liberté parce que continuellement influencé par les événements extérieurs : l’enfer et les mondes des esprits affamés, des animaux et des asura.
- « Six voies » ou « six voies de l’existence »[136]. Les domaines ou mondes où transmigrent les êtres non éveillés. Ce sont l’enfer et les mondes des esprits affamés, des animaux, des asura, des êtres humains et des êtres célestes, états de vie communiquant l’un avec l’autre et alternant sans cesse en réaction à un environnement toujours changeant[137].
- « Quatre nobles voies » ou « quatre nobles mondes »[138] : les quatre mondes les plus élevés parmi les dix mondes (ou dix états[139]) : ceux des auditeurs (skt. shravaka), des bouddhas-pour-soi (pratyekabuddha), des bodhisattvas et des bouddhas. Ces quatre nobles mondes sont aussi considérés en tant qu’états de vie où, afin de parvenir à l’autonomie, on s’efforce de transcender l’incertitude des six voies (ou six mondes inférieurs) dominés par les désirs terrestres et régis par un environnement toujours changeant.
- « Deux véhicules »[140] : enseignements (yāna) destinés aux auditeurs (skt. shravayāna) et aux bouddhas-pour-soi (pratyekabuddhayāna (en)), également appelés « personnes des deux véhicules » (jp. : Nijo).
- « Trois véhicules »[141] : enseignements destinés aux auditeurs, aux bouddhas-pour-soi et aux bodhisattvas. Le véhicule désigne un enseignement qui « transporte » jusqu’à un état donné. « La parabole de la maison en feu » illustre le « Remplacement des trois véhicules par le Véhicule Unique »[142]. Ce concept, particulièrement étudié par Zhiyi et dans les écoles Tiantai et Tendai, est dévoilé dans l’enseignement théorique, au chapitre 3 du Sūtra du Lotus où Shakyamuni révèle que les trois véhicules ne sont pas des fins en soi, comme il l’avait enseigné dans les sūtras provisoires, mais des moyens opportuns pour mener tous les êtres vivants au Véhicule Unique de la bouddhéité[143].
- « Véhicule Unique », « voie inégalée »[144] ou véhicule du Bouddha[145]. Appelé aussi unique véhicule du Bouddha (unique véhicule de la bouddhéité, véhicule unique et suprême ou véhicule suprême de la bouddhéité), c’est l’enseignement qui permet à tous les êtres vivants d’atteindre la bouddhéité. Les trois véhicules enseignés pour atteindre l’éveil, celui destiné aux auditeurs (shrāvakayāna), aux bouddhas-pour-soi (pratyekabuddhayana) et aux bodhisattvas (bodhisattvayāna), ne sont pas des fins en soi, contrairement à ce qui était enseigné précédemment, mais des moyens de mener les êtres vivants vers le Véhicule Unique, qui, lui, englobe et élève les enseignements des trois véhicules : ekayāna (en)[146],[147], Shakyamuni le confirme dans le chapitre 14 du Sūtra du Lotus[148], le « joyau inestimable » désigne le Véhicule Unique du Bouddha.

#### Dix mondes ou dix états de vie
Ces dix états de vie sont, du plus bas au plus élevé, les suivants :
- état d’enfer (enfermement),
- état d’avidité (convoitise),
- état d’animalité (instinct),
- état de colère ou asura (désir pervers d’être le meilleur),
- état d’humanité ou de tranquillité,
- état de bonheur temporaire (joie, plaisir) ou d’Extase (du jp. : ten (天) = ciel, souvent synonyme de "monde psycho-mental".)
- états d’étude,
- état d’absorption, d’éveil pour soi, de pratyekabuddha,
- état de bodhisattva
- et état de bouddha.

On parle aussi parfois des dix mondes qui sont alors énumérés comme suit :
- le monde de l’enfer,
- le monde des esprits affamés (ou des esprits faméliques),
- le monde des animaux,
- le monde des asura,
- le monde des êtres humains,
- le monde des êtres célestes,
- le monde des auditeurs (skt. shravaka),
- le monde des bouddhas-pour-soi,
- le monde des bodhisattvas
- et le monde des bouddhas.

Selon le principe d’inclusion mutuelle des dix états, chacun des dix états contient les dix états, chaque monde contient les dix mondes : L’objet de vénération pour observer l’esprit, Écrit 39, 363.

« Il est aussi difficile de croire dans l’inclusion mutuelle des dix états que dans l’existence du feu dans une pierre ou de fleurs à l’intérieur d’un arbre. Cependant, quand les conditions appropriées apparaissent, de tels phénomènes se produisent vraiment et l’on peut y croire. Rien n’est plus difficile que de croire que la bouddhéité existe au sein du monde des êtres humains. »

#### Dix facteurs
Le principe clarifiant les facteurs communs à toute vie est énoncé dans le deuxième chapitre, “Moyens opportuns”, du Sūtra du Lotus. Les dix facteurs de vie dans chacun des dix états (systématisés par Zhiyi) sont énumérés comme suit : apparence, nature, entité, pouvoir, influence, cause inhérente, relation, effet latent, effet manifeste et leur cohérence du début jusqu’à la fin. « Ce dernier facteur est celui qui unifie, en instaurant une cohérence entre les neuf précédents facteurs, du début à la fin. »

#### Trois niveaux d’existence
Trois angles sous lesquels l’être vivant est appréhendé :
- l’angle des cinq composants (forme, perception, conception, volition et conscience) qui constituent un être vivant ;
- l’angle des êtres vivants et de leur interaction dans leur milieu ;
- l’angle de l’environnement dans lequel réside l’être vivant.

#### Trois mille mondes en un instant de vie (Ichinen sanzen)
Ichinen sanzen（jp : 一念三千) : système philosophique établi par le Grand Maître Tiantai. « Les trois mille mondes » indique les divers aspects et phases que la vie revêt à chaque instant. À chaque instant, la vie manifeste l’un des dix mondes (ou dix états). Chacun de ces mondes possède en soi le potentiel des dix autres, créant ainsi la possibilité de cent mondes. Chacun de ces cent mondes possède les dix facteurs et opère au sein des trois niveaux d’existence, ce qui conduit à trois mille mondes. Ce concept est cité dans plusieurs écrits :
- Sur l’ouverture des yeux (30),
- L’objet de vénération pour observer l’esprit, établi dans la cinquième période de cinq cents ans après la disparition de l’Ainsi-Venu (39)[155]
- La réalité ultime de tous les phénomènes (40),
- L’Entité de la Loi merveilleuse (47),
- Le traitement de la maladie (166)

### Les deux moitiés duSūtra du Lotus
Zhiyi, de même que Nichiren par la suite, se réfèrent à la subdivision faite entre « les deux moitiés du sūtra » tandis que la première moitié du sūtra (chapitres I à XIV) est nommée « enseignement théorique », la deuxième moitié contient l'« enseignement essentiel du Bouddha ».
L'école Tiantai présente les quatorze derniers chapitres comme l’« enseignement essentiel » du Sūtra du Lotus, toutefois Nichiren utilisera l'expression pour désigner l’enseignement ultime contenu dans le chapitre XVI, Nam-myōhō-renge-kyō, qu'il recommande d'utiliser en cette période de Fin de la Loi : « L’enseignement théorique fut destiné à ceux qui vivraient après la disparition du bouddha Shakyamuni. Quant à  l’enseignement essentiel, il fut adressé exclusivement aux gens du début de l’époque de la Fin de la Loi. »

## Les «bodhisattvas sortis de la terre»
Les « bodhisattvas sortis de la terre » ou “Bodhisattvas de la Terre” (Bodhisattvas of the Earth (en)) apparaissent dans le chapitre XV, “Surgir de terre”, du Sūtra du Lotus, considéré comme le premier chapitre de l’enseignement essentiel (les chapitres XV à XXVIII).
Parmi la multitude de bodhisattvas sortis de la terre, quatre guides se distinguent: Viśiṣṭacāritra (en), Anantacāritra (en), Viśuddhacāritra (en) et Supratiṣṭhitacāritra (en).
Interloqués par leur apparition soudaine et leur nombre incommensurable, le bodhisattva Maitreya et d’autres demandent d’où ils proviennent. Le Bouddha répond que, depuis le plus lointain passé, il les a tous instruits, convertis et guidés après avoir atteint l’Éveil. Solennellement il leur confie la mission de propager l’essence du Sūtra, la Loi merveilleuse, à l’époque de la Fin de la Loi.
Par opposition aux « bodhisattvas de l’enseignement théorique », ces bodhisattvas de l’enseignement essentiel ont donc été instruits par le véritable Bouddha, c’est-à-dire le bouddha dont la véritable identité est révélée dans l’enseignement essentiel du sūtra : Shakyamuni y révèle sa véritable identité de bouddha qui a atteint l’illumination dans le très lointain passé. Les bodhisattvas sortis de la terre, qui sont des disciples qu’il a formés dans cet esprit depuis le temps de son illumination, sont également des « bodhisattvas de l’enseignement essentiel ».

## Titres respectueux et posthumes de Nichiren
Après sa mort, Nichiren a été nommé sous des noms posthumes destinés à exprimer le respect envers sa personne ou pour représenter sa position dans l'histoire du bouddhisme. “Nichiren Shōnin”, pour la Nichiren Shū, se traduisant par “Saint Nichiren” ou “Sage Nichiren”, également traduit, en dehors du contexte nichirenien, par “le révérend Nichiren” ou “le prêtre Nichiren”. Il est aussi appelé “Nichiren Daishōnin” ce qui se traduit par “Grand Sage Nichiren” ; ce titre honorifique dépend généralement de l'institution se réclamant de Nichiren, mais il est préféré par les disciples des écoles de la “lignée de Nikkō Shonin”, c'est-à-dire par la Nichiren Shōshū et utilisé fréquemment par la Sōka Gakkai et la Soka Gakkai internationale ou, tout simplement, Nichiren (par exemple la récente traduction des écrits de Nichiren par la SGI).
Les bouddhistes de Nichiren au Japon se réfèrent toujours à Nichiren en utilisant une de ces formes respectueuses, par exemple “le Daishōnin”, tant la marque de respect attribuée à la personne concernée est culturellement importante dans ce pays.
La Cour impériale de Kyoto a également décerné à Nichiren, les appellations honorifiques de Nichiren Daibosatsu en 1358 et de Risshō Daishi en 1922.

## Nichiren et le jeu de go
Nichiren est considéré par certains comme un maître du jeu de go en son temps. Greg Schneider, chercheur en théologie à l'Université du Wisconsin, écrit :

« Nichiren, le fondateur du bouddhisme Nichiren, fut réputé pour être le plus grand joueur de son époque. Il aurait introduit une méthode de documentation et d'étude des jeux de société et l’un des jeux qu’il aurait étudié est considéré comme l’une des premières parties de go enregistrées de l’histoire japonaise. Cependant, de nombreux chercheurs suggèrent que ces documents sont des faux fabriqués au XIXe siècle. »

#### Traductions,
- Soka Gakkai (Dir.), Le Bouddhisme de Nichiren Daishonin, Paris, ACEP, 2003
- Soka Gakkai (Dir.), Lettres et Traités de Nichiren Daishonin, Paris, ACEP, 1992 à 2000, vol. 1 à 7
- Nichiren, Devenir le Bouddha. Trois traités, suivis d’un Lexique des termes bouddhiques, trad. et présenté par Dominique Galopin et Alain Gouvret, Orbey, Arfuyen, coll. « Les Cahiers d'Arfuyen », 1996  (ISBN 978-2-908-82524-4)

#### Études
- Masaharu ANESAKI, Nichiren : le moine bouddhiste visionnaire - trad. de l'anglais par Marielle Saint-Pris, 2006 - Myoho, 2006 [1916], 143 p. (ISBN 978-2-916-67100-0)
- Richard Causton, Buddha in Daily Life: An Introduction to the Buddhism of Nichiren Daishonin, Random House, 2011 [1996] , 304 p.  (ISBN 978-0-712-67456-0)
- J.A. Christensen, J.A., Nichiren. Leader of Buddhist Reformation in Japan, Nichiren Buddhist International Centre, 1981, 138 p.  (ISBN 978-0-875-73086-8)
- Gabriel Leconte, Dans la vie de Nichiren. Un bouddhisme révélé, Paris, L'Harmattan, 2017, 156 p. [Roman] (ISBN 978-2-343-10591-8)
- Gabriel Leconte, Les 100 mots du bouddhisme. Dans la chambre aux orchidées, Paris, L'Harmattan, 2021,136 p. (ISBN 978-2-343-23769-5)
- Gaston Renondeau, La Doctrine de Nichiren, Paris, PUF, 1953, 332 p.
- Gaston Renondeau (préface et trad.), Le Bouddhisme japonais. Textes fondamentaux de quatre grands moines de Kawakura, Paris, Albin Michel, 1965, 319 p.
- Bertrand Rossignol, Deux moitiés d'un sûtra. La controverse sur les deux parties du Sûtra du Lotus dans l'école Nichiren, Paris, Collège de France - Institut des Hautes Études Japonaises, 2016, 195 p. (ISBN 978-2-913-21735-5)
- Bertrand Rossignol, Nichiren et ses disciples, Paris, Les Indes savantes, 2017, 230 p.   (ISBN 978-2-846-54454-2)
- Bertrand Rossignol, Nichiren. L'envoyé du Bouddha, Paris, Cerf, 2022, 280 p.  (ISBN 978-2-204-15062-0)
- Eiichi Yamazaki (Dir.), Introduction au bouddhisme de Nichiren Daishonin, Paris, ACEP, 1996, 203 p.  (ISBN 978-2-950-72068-9)